# Idaea cedrica
Idaea cedrica är en fjärilsart som beskrevs av Dyar 1914. Idaea cedrica ingår i släktet Idaea och familjen mätare. Inga underarter finns listade i Catalogue of Life.